# Disonycha figurata
Disonycha figurata är en skalbaggsart som beskrevs av Martin Jacoby 1884. Disonycha figurata ingår i släktet Disonycha och familjen bladbaggar. Inga underarter finns listade i Catalogue of Life.
Arten förekommer i Nordamerika, särskilt i områden med riklig vegetation. Disonycha figurata lever främst på blad från olika växtarter och spelar en roll i växtsamhällenas ekologi. Studier av arten bidrar till förståelsen av bladbaggarnas mångfald.